# Iberia Sport Club
El Iberia Sport Club fue un equipo de fútbol español de Zaragoza, Aragón. El club fue fundado el 24 de marzo de  1917, y jugaba sus partidos en el campo de fútbol de Torrero. Fue uno de los cuatro clubes firmantes del Acta de Constitución de la Federación Aragonesa de Fútbol. En marzo de 1932 se disolvería, tras el acuerdo con el ya casi extinto Zaragoza Club Deportivo, para formar un único gran club en la ciudad, dando origen al Zaragoza Foot-ball Club, primer nombre del que es hoy el Real Zaragoza.

## Historia
El Iberia Sport Club fue fundado en 1917 por exalumnos de los Jesuitas, por entonces el colegio más elitista de Zaragoza. Vestían camisa gualdinegra y pantalón negro, así eran conocidos como “los avispas”.
Comenzaron a jugar sus partidos en el Campo del Sepulcro, en los que fueron los solares donde se había celebrado la Exposición Hispano-Francesa de 1908 en las cercanías de la actual plaza de los Sitios de Zaragoza, para luego pasar a jugar en La Hípica -hoy centro deportivo municipal Gran Vía, al lado de la Ciudad Universitaria o Campus de la plaza San Francisco- entre otros terrenos, al no tener campo propio.
El mismo año de su fundación, el Iberia alcanza el título de Campeón Regional de Aragón, al cual le seguirán once títulos más durante los siguientes catorce años, alzándose con el Campeonato más veces en su historia y siendo el equipo más laureado de Aragón contemporáneamente.
El 7 de octubre de 1923 se inaugura el Campo de Torrero, de gran capacidad, construido en el tradicional barrio de Torrero, en un solar cercano al Canal Imperial de Aragón.
Con el paso de los años fue ganando mayor calado entre sus aficionados, llegando a todas las clases sociales. Así bien, es cierto que quedó con el recuerdo de que fuera el equipo obrero de la ciudad de aquellos años, unido a que en la mayor época de éxito del club algunos de sus jugadores fueran obreros de la fábrica ferroviaria Carde y Escoriaza, de gran tradición en la ciudad. Sin embargo esto queda en entredicho hasta cierto punto y puede llegar a ser revocado por el origen del club, de sus fundadores y dirigentes, bien lejos de las clases populares.
Con la instauración de la liga nacional de fútbol es inscrito en la primera edición de la Segunda División de España, compitiendo durante tres temporadas seguidas en Segunda, durante las temporadas 1928-29, 1929-30 y 1930-31, las tres primeras desde la inauguración de la misma. Durante la primera temporada en la categoría de plata (1928-29), el Iberia estuvo a punto de ascender, quedando a un punto del campeón, el Sevilla Fútbol Club que jugaría la promoción de ascenso, sin fortuna aun así para los hispalenses. A la siguiente temporada (1929-30), cambiaría el formato de la competición pasando a ser un único grupo de diez participantes -en vez de dos- y el campeón de éste, ascendería directamente a la Primera División de España sin jugar la promoción. Para los avispas, casi se repetiría la situación de la anterior campaña, quedando a un punto del ascenso directo, con los mismos puntos que la temporada anterior pero en tercera posición, por detrás del Sporting de Gijón que, empatado a puntos, se le otorgaría una posición superior por conseguir más goles a favor. Ambos quedarían a sólo un punto del campeón, el Deportivo Alavés, que se ganaría su debut en la Primera División. Cerraría su aventura en busca de la élite con su última temporada en Segunda en la campaña 1930-31 consumándose el descenso en la última jornada de liga, que le arrastraría al puesto de colista y pasando a competir para la siguiente temporada en la Tercera División de España. Dicha temporada 1931-32, sería la última en competición que jugaría el Iberia inmerso en una importante crisis, que junto con la que ya arrastraba su eterno rival, el Zaragoza Club Deportivo, casi liquidado, daría lugar a que los dirigentes de ambas instituciones en marzo del 32 acordaran formar un único club gran club en Aragón que cogiera el testigo de ambos, principalmente del Iberia, naciendo así el Zaragoza Foot-ball Club, actual Real Zaragoza.

## Uniforme
Los jugadores del Iberia Sport Club vestían con el siguiente uniforme, que consistía en camisa gualdinegra, pantaloneta negra y calzas negras. De esta indumentaria viene el nombre por el que fueron conocidos, como "los avispas". En homenaje a este club, muchos años después el Real Zaragoza elegiría como segunda equipación la misma que vistieron "los avispas".

## Datos del club
* Nota: Se muestran sólo las temporadas de competición de Liga desde su instauración por la RFEF. De 1928 a 1940, el sistema de competición de Liga en España era similar al actual brasileño, dos sistemas piramidales simultáneos e independientes: la pirámide nacional, y la pirámide regional.
- Temporadas en Segunda División: 3.
- Temporadas en Tercera División: 1.
- Participaciones en la Copa del Rey: 6.
- Debut en Segunda División: 1928-29.
- Debut en la Copa del Rey: 1926.
- Mejor puesto en liga (en Segunda División): 2.º (temporada 1928-29).
- Peor puesto en liga (en Segunda División): 10.º  (temporada 1930-31).
- Mejor puesto en copa (Copa del Rey): Fase de grupos (1931).
- Peor puesto en copa (Copa del Rey): Fase inicial (1927).

## Palmarés

### Torneos nacionales
- Subcampeón de la Segunda División de España (1): 1928-29 (Grupo A).

### Torneos regionales
- Campeonato Regional de Aragón (12): 1917, 1918, 1919, 1920, 1921, 1923, 1926, 1927, 1928, 1929, 1930 y 1931.
  - 2 Subcampeonatos: 1924 y 1925.